# Magné, Deux-Sèvres
Magné är en kommun i departementet Deux-Sèvres i regionen Nouvelle-Aquitaine i västra Frankrike. Kommunen ligger i kantonen Niort-Ouest som tillhör arrondissementet Niort. År 2022 hade Magné 2 708 invånare.

## Befolkningsutveckling
Antalet invånare i kommunen Magné
| Referens: INSEE |